# 打撃工法
打撃工法（だげきこうほう）は、杭工法の一種。
主として、ディーゼルハンマ、ドロップハンマにより、下穴を用いる事なく、初めから終わりまで打撃力によって既製杭を打ち込む工法。この工法で杭打機を使うときは、車両系建設機械（基礎工事用）の技能講習を受けた者が機械の操縦に当たる必要がある。

## 使用杭径
- コンクリート杭 … ⌀300 - 800ミリメートル
- 鋼管杭 … ⌀300 - 2000ミリメートル

## 深さ限界
- コンクリート杭 … 40メートル
- 鋼管杭 … 60メートル

## 長所・欠点
1. 最も安定した支持力を得る。
2. ハンマーで打ち込むため、騒音振動レベルが非常に高い。
3. 地盤変位によって構造物に被害が発生することがある。
4. 厚い砂層・粘土層では、コンクリート杭の施工は困難になって層を打ち抜けず、杭が破壊することがある。